# Dawley
Dawley is een plaats en civil parish in het bestuurlijke gebied Telford and Wrekin, in het Engelse graafschap Shropshire met 11.399 inwoners.